# قاعدة فيرمي الذهبية

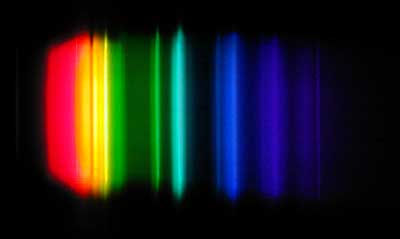

قاعدة فيرمي الذهبية (بالإنجليزية: Fermi's golden rule) هي معادلة في ميكانيكا الكم تنتسب إلى عالم الفيزياء انريكو فيرمي وهي تعين معدل حدوث انتقال بين مستويين طاقة في نظام صغري مثل انتقال الإلكترون في ذرة الهيدروجين من مستوى عالي إلى مستوي منخفض. يعتمد استنتاج تلك المعادلة على استخدام نظرية الأضطراب في ميكانيكا الكم.
تعين المعادلة نظريا معدل انتقال الإلكترون (احتمال الانتقال في الثانية) من حالة ابتدائية (كمومية) إلى حالة أخرى تحت تأثير اختلال. وإذا لم يتبع هذا الانتقال انتقال آخر، فإن مقلوب معدل الانتقال يساوي متوسط العمر لبقاء الإلكترون في الحالة الابتدائية. أي انه يعطي متوسط الزمن الذي يبقى فيه الإلكترون في الحالة الابتدائية قبل انتقاله لحالة أخرى.
بواسطة قاعدة فيرمي الذهبية يمكن التعامل مع التحول الذاتي، مثل نشاط إشعاعي أو إصدار الإلكترون لفوتون، أو تحلل جسيم أولي، أو امتصاص فوتون، أو مقطع تفاعل بين جسيمين.

## معادلات
إذا رمزنا للحالة الابتدائية {\displaystyle |i\rangle } المعرضة لاختلال {\displaystyle V} فيتسبب في انتقالها إلى الحالة النهائية {\displaystyle |f\rangle } ، ومع أخذ التقريب الأول لنظرية الاختلال في الاعتبار، فإن معدل الانتقال (أي احتمال الانتقال خلال وحدة الزمن) يعطى بالمعادلة:
{\displaystyle \lambda _{i\to f}={\frac {2\pi }{\hbar }}\rho (E_{f})\left|V_{fi}\right|^{2}}
حيث: 
{\displaystyle \hbar } ثابت بلانك المخفض.
{\displaystyle \rho (E_{f})} كثافة الحالة النهائية التي تبلغ طاقتها {\displaystyle E_{f}}.
{\displaystyle V_{fi}} ما ينتمي لهذا الانتقال من عنصر المصفوف الناتج عن مؤثر الاختلال {\displaystyle V}.
تنتمي الحالتين {\displaystyle |i\rangle } و {\displaystyle |f\rangle } إلى الحالتين الذاتيتين لمؤثر الهاملتوني الغير مختل، والذي أثـّر عليه الاختلال {\displaystyle V}. وتكون وحدة {\displaystyle \lambda _{i\to f}}
لمعدل الانتقال 1/ثانية. فمثلا بالنسبة للتحلل الإشعاعي: تكون {\displaystyle \lambda _{i\to f}} هي ثابت التحلل في صيغته الأسية. وتوصف 
{\displaystyle \Gamma _{i\to f}=\hbar \lambda _{i\to f}} بوحدة طاقة ـ وهي تعطي «سعة طاقة» الحالة الابتدائية.
وإذا كانت هناك عدة حالات نهائية ممكنة، حصلنا على الثابت الكلي للانحلال 
{\displaystyle \lambda } وكذلك السعة الكلية للطاقة {\displaystyle \Gamma } من مجموع القيم الجزئية لكل من تلك الانتقالات. وتكون {\displaystyle \tau =1/\lambda } هو متوسط عمر النظام في الحالة الابتداية.

## تأريخ
صاغ انريكو فيرمي القاعدة الذهبية عام 1927 على أساس نظرية الأضطراب بغرض حساب مسائل إصدار الألكترون لفوتون أو امتصاص فوتون من وجهة نظرية الكم. وبعد ذلك قام «جريجور فينزيل» ببحث علمي لحساب احتمال الانتقال مع عدم إصدار أشعاع في ذرات، مثلما في تأثير أوجيه-مايتنر.
تتسب تلك «القاعدة» إلى فيرمي حيث كتبها في كتاب تعليمي عن الفيزياء النووية صدر في عام 1950، واسماها «القاعدة الذهبية 2». وأحيانا تسمى في بعض الكتب «قاعدة فيرمي وفينزيل الذهبية».
وما يسمى «القاعدة الذهبية الأولى» فإنما هو استخدامه للشق من الدرجة الثانية من نظرية الاختلال لتمييز تلك الانتقالات التي تكون ممنوعة عند حساب الدرجة الأولى لنظرية الاختلال.

## تطبيقات
نظرا لأن قاعدة فيرمي الذهبية هي قاعدة عامة فلها تطبيقات متعددة، منها تطبيقات في الفيزياء الذرية والفيزياء النووية وفي فيزياء المواد الصلبة، وكذلك في امتصاص أو إصدار فوتون أو ماغنون Magnon.

## اقرأ أيضا
- نصف قطر بور
- تموج كمومي
- مبدأ عدم التأكد
- تحلل ألفا
- حالة قاعية
- حالة إثارة
- معامل لاندي
- نفق ميكانيكا الكم
- قواعد اختيار